# Polybetes germaini
Polybetes germaini là một loài nhện trong họ Sparassidae.
Loài này thuộc chi Polybetes. Polybetes germaini được Eugène Simon miêu tả năm 1897.